# Proecini
Proecini es una tribu de insectos coleópteros curculiónidos. 

## Géneros
- Aphanocorynes
- Conarthrosoma
- Conarthrus
- Eutornopsis
- Holcolaimus
- Macropentarthrum
- Mystrorrhinus
- Oediprosopus
- Orthotemnus
- Pentoxydema
- Proeces
- Stereotribodes
- Tytthoxydema